# Parasilaus asiaticus
Parasilaus asiaticus är en flockblommig växtart som först beskrevs av Jevgenij Korovin, och fick sitt nu gällande namn av Pimenov. Parasilaus asiaticus ingår i släktet Parasilaus och familjen flockblommiga växter. Inga underarter finns listade i Catalogue of Life.